# تريفور مكمان
تريفور مكمان (8 نوفمبر 1929 بويلينغتون في نيوزيلندا - ) (بالإنجليزية: Trevor McMahon)‏ هو لاعب كريكت نيوزلندي. شارك مع منتخب نيوزيلندا الوطني للكريكت.

## وصلات خارجية
- تريفور مكمان على موقع إي آس بي آن كريك إنفو (الإنجليزية)